# Österreichische Alpine Skimeisterschaften 1931
Die Österreichischen Alpinen Skimeisterschaften 1931 fanden am 1. Februar in Schwaz statt. Ausgetragen wurde ein Abfahrtsrennen der Damen; Herrentitel in alpinen Wettbewerben wurden noch nicht vergeben.

## Damen

### Abfahrt
| Platz | Name                   | Zeit        |
| ----- | ---------------------- | ----------- |
| 1     | Annemarie Kopp (DEU)   | 11:52,0 min |
| 2     | Hadwig Lantschner      | 12:19,0 min |
| 3     | Grete Matouschek (DEU) | 12:26,4 min |
| 4     | Irma Schmidegg         | 12:30,0 min |
| 5     | Käthe Lettner          | 13:03,2 min |

Datum: 1. Februar 1931

Ort: Schwaz

Streckenlänge: 4 km